# Llei d'Ensenyament de 1912
La Llei d'Ensenyament de 1912 (en luxemburguès: Schoulgesetz vun 1912) va ser aprovada el 25 de juny 1912 per la Cambra de Diputats de Luxemburg.

## Canvis a la nova Llei
La llei es refereix a l'educació primària al país i va presentar els següents canvis:
- Abolició de les taxes escolars.
- 7 anys d'escolaritat obligatòria.
- Reducció de la mida màxima per classe a 70 alumnes.
- Cant, gimnàstica, dibuix, i coneixement bàsic de biologia i física, es va introduir com noves assignatures.
- El luxemburguès es va convertir en una assignatura obligatòria

Es creia que, amb la relativament tard industrialització del país, la població necessitava una educació adequada per al treball als nous sectors de l'economia. Als anys anteriors, més o menys tots els llocs de treball d'alt nivell a la indústria de l'acer, des dels capatassos als enginyers, havien estat exercits per alemanys. La base per a una bona formació professional, era una sòlida educació primària. Una altra motivació de fons de la llei va ser la introducció d'una educació més àmplia, més enllà de l'alfabetització i l'aritmètica, per tal d'introduir el sufragi universal -que va succeir el 1919).
La segona part de la llei es referia a la situació del personal docent. Incloïa les següents mesures:
- Dret del mestre -o un representant dels professors- per ser membre de la comissió de l'escola de la comunitat local.
- La llei que obligava als professors a participar en l'educació religiosa va ser suprimida.
- Els mestres ja no necessitaven un certificat de la seva posició religiosa, per tal de ser empleats.
- El pastor local ja no era responsable de la supervisió dels professors.

## Aprovació de la Llei
La votació a la Cambra de Diputats va ser precedida per un llarg debat polític entre el bloc de l'esquerra, d'una banda, i el bloc de la dreta a l'altre. Per damunt de tot, la segona part de la llei, va ser durament criticada per l'Església. Els partidaris del bloc d'esquerra, d'altra banda, no creien que la llei anés prou lluny. La Cambra va aprovar finalment la llei amb 34 vots a favor, 17 en contra i 1 abstenció.
El 10 de juliol 1912, el Ministre Pierre Braun va presentar la llei a la Gran Duquessa Maria Adelaida per a la seva acceptació. Ella ho va signar el 10 d'agost de 1912, encara que de mal grat, ja que ho va prendre com una qüestió de consciència. Com a catòlica, no estava inicialment disposada a aprovar una llei descrita per les autoritats de l'església com inacceptable i impracticable.
La seva repugnància a donar la seva signatura va ser una de les crítiques a ella més tard, el 1919, i que va contribuir a la seva abdicació.